# 孝平王皇后
孝平皇后（前4年—23年）王氏，名失考。中國漢朝皇族女性，為汉平帝皇后，史稱孝平王皇后。王莽長女，母王氏。

## 生平
元始三年（3年）在王莽安排下，七歲的王氏被冊立為皇后。太皇太后王政君令长乐宫少府夏侯籓、宗正劉宏、少府宗伯王凤、尚书令平晏前往納采；三公以下四十名大臣皮弁素積，而告宗廟。次年春，迎娶於王莽府邸，從上林苑延壽門入未央宫前殿，受朝臣參拜成禮。王皇后冊立三個月後，前往太庙行廟見之禮。又尊王莽為宰衡，位在諸侯王之上、王莽之妻賜號功顯君、王莽子王安為褒新侯、王臨為賞都侯。
王氏成為皇后約一年後，平帝被王莽毒殺，王莽立汉宣帝玄孫劉嬰繼位，由王莽攝政，尊王皇后為皇太后。初始元年（8年），王莽篡位，降皇帝劉嬰為定安公，時年十二歲的王氏改稱定安公太后。王氏忠於漢室，對父親篡漢不滿，常稱病不朝會。王莽對女兒的狀況感到難過，打算擇人將她改嫁，因此又改王氏為黃皇室主，擇貴族子弟去問候她的疾病，卻因引起王氏大怒，“笞鞭旁侍御”，而不得不作罷。
23年，綠林軍殺王莽以後，焚燒未央宫，王皇后嘆息道：“何面目以見漢家！”自焚而死，得年二十七歲。

## 延伸阅读
[在维基数据编辑]
 《漢書·卷097上》，出自班固《漢書》
 《漢書/卷097下》，出自班固《漢書》